# Giải bóng đá hạng ba quốc gia Cộng hòa Síp 2004–05
Giải bóng đá hạng ba quốc gia Cộng hòa Síp 2004–05 là mùa giải thứ 34 của giải bóng đá hạng ba Cộng hòa Síp. SEK Agiou Athanasiou giành danh hiệu thứ 2.

## Thể thức thi đấu
Có 14 đội bóng tham gia Giải bóng đá hạng ba quốc gia Cộng hòa Síp 2004–05. Tất cả các đội thi đấu với nhau hai lần, một ở sân nhà và một ở sân khách. Đội bóng nhiều điểm nhất vào cuối mùa giải sẽ là đội vô địch. Ba đội đầu bảng sẽ lên chơi ở Giải bóng đá hạng nhì quốc gia Cộng hòa Síp 2005–06 và ba đội cuối bảng xuống chơi tại Giải bóng đá hạng tư quốc gia Cộng hòa Síp 2005–06.

### Hệ thống điểm
Các đội bóng nhận được 3 điểm cho một trận thắng, 1 điểm cho một trận hòa và 0 điểm cho một trận thua.

## Thay đổi so với mùa giải trước
Các đội bóng thăng hạng Giải bóng đá hạng nhì quốc gia Cộng hòa Síp 2004–05
- APOP Kinyras
- MEAP Nisou
- Chalkanoras Idaliou

Các đội bóng xuống hạng từ Giải bóng đá hạng nhì quốc gia Cộng hòa Síp 2003–04
- PAEEK FC
- SEK Agiou Athanasiou
- Enosis Kokkinotrimithia

Các đội bóng thăng hạng từ Giải bóng đá hạng tư quốc gia Cộng hòa Síp 2003–04
- Othellos Athienou
- Achyronas Liopetriou
- ENAD Polis Chrysochous

Các đội bóng xuống hạng Giải bóng đá hạng tư quốc gia Cộng hòa Síp 2004–05
- Ethnikos Latsion FC
- Anagennisi Germasogeias
- Sourouklis Troullon

## Bảng xếp hạng
| Vị thứ | Đội bóng                       | St. | T. | H. | B. | BT. | BB. | HS.  | Đ  | Ghi chú                                                                 |
| ------ | ------------------------------ | --- | -- | -- | -- | --- | --- | ---- | -- | ----------------------------------------------------------------------- |
| 1      | SEK Agiou Athanasiou           | 26  | 19 | 2  | 5  | 69  | 19  | 50   | 59 | Vô địch-Thăng hạng Giải bóng đá hạng nhì quốc gia Cộng hòa Síp 2005–06. |
| 2      | Elpida Xylofagou               | 26  | 17 | 4  | 5  | 56  | 23  | 33   | 55 | Thăng hạng Giải bóng đá hạng nhì quốc gia Cộng hòa Síp 2005–06.         |
| 3      | Iraklis Gerolakkou             | 26  | 16 | 5  | 5  | 48  | 27  | 21   | 53 | Thăng hạng Giải bóng đá hạng nhì quốc gia Cộng hòa Síp 2005–06.         |
| 4      | Adonis Idaliou                 | 26  | 16 | 4  | 6  | 56  | 21  | 35   | 52 |                                                                         |
| 5      | AEM Mesogis                    | 26  | 13 | 6  | 7  | 68  | 30  | 38   | 45 |                                                                         |
| 6      | PAEEK FC                       | 26  | 12 | 7  | 7  | 51  | 33  | 18   | 43 |                                                                         |
| 7      | AEZ Zakakiou                   | 26  | 11 | 5  | 10 | 44  | 35  | 9    | 38 |                                                                         |
| 8      | AEK Kythreas                   | 26  | 9  | 6  | 11 | 48  | 43  | 5    | 33 |                                                                         |
| 9      | ENAD Polis Chrysochous         | 26  | 8  | 8  | 10 | 30  | 33  | -3   | 32 |                                                                         |
| 10     | Achyronas Liopetriou           | 26  | 8  | 7  | 11 | 48  | 51  | -3   | 31 |                                                                         |
| 11     | Enosis Kokkinotrimithia        | 26  | 9  | 4  | 13 | 31  | 34  | -3   | 31 |                                                                         |
| 12     | Othellos Athienou              | 26  | 9  | 3  | 14 | 43  | 48  | -5   | 30 | Xuống hạng Giải bóng đá hạng tư quốc gia Cộng hòa Síp 2005–06.          |
| 13     | Orfeas Nicosia                 | 26  | 2  | 2  | 22 | 18  | 82  | -64  | 8  | Xuống hạng Giải bóng đá hạng tư quốc gia Cộng hòa Síp 2005–06.          |
| 14     | AEK/Achilleas Ayiou Theraponta | 26  | 1  | 1  | 24 | 20  | 151 | -131 | 4  | Xuống hạng Giải bóng đá hạng tư quốc gia Cộng hòa Síp 2005–06.          |

Hệ thống điểm: Thắng=3 điểm, Hòa=1 điểm, Thua=0 điểm
Luật xếp hạng: 1) Điểm, 2) Hiệu số, 3) Bàn thắng

## Kết quả
| ↓Home / Away→ | DNA | AEZ | AEK | ACH  | AEM | ACL | ELP  | ENK | END | IRK | OTL | ORF | PKK | SEK  |
| ------------- | --- | --- | --- | ---- | --- | --- | ---- | --- | --- | --- | --- | --- | --- | ---- |
| Adonis        |     | 2-1 | 2-0 | 6-0  | 1-0 | 4-1 | 0-2  | 1-0 | 1-0 | 2-2 | 4-1 | 4-0 | 0-1 | 3-1  |
| AEZ           | 0-1 |     | 2-0 | 6-0  | 3-1 | 3-2 | 3-1  | 2-2 | 0-1 | 0-1 | 1-3 | 4-0 | 2-1 | 1-1  |
| AEK           | 1-4 | 0-1 |     | 8-0  | 0-4 | 3-1 | 1-0  | 0-1 | 2-2 | 2-1 | 2-1 | 5-0 | 2-2 | 0-1  |
| AEK/Achilleas | 1-7 | 1-2 | 2-6 |      | 0-9 | 2-5 | 2-10 | 1-0 | 0-5 | 0-2 | 1-7 | 2-3 | 0-2 | 0-12 |
| AEM           | 3-1 | 1-0 | 6-2 | 8-0  |     | 3-2 | 2-3  | 4-1 | 0-0 | 0-1 | 5-2 | 6-1 | 3-0 | 1-2  |
| Achyronas     | 0-2 | 2-0 | 2-2 | 5-1  | 2-2 |     | 0-2  | 1-1 | 1-1 | 2-0 | 2-1 | 4-0 | 2-2 | 1-3  |
| Elpida        | 1-0 | 3-2 | 2-0 | 7-1  | 1-1 | 4-0 |      | 1-0 | 0-0 | 2-0 | 2-0 | 5-0 | 1-1 | 1-0  |
| Enosis        | 0-1 | 2-2 | 2-1 | 2-0  | 1-0 | 3-1 | 1-2  |     | 1-0 | 0-0 | 2-1 | 4-0 | 0-2 | 1-2  |
| ENAD          | 1-1 | 3-1 | 1-1 | 3-2  | 1-1 | 2-3 | 0-0  | 1-0 |     | 0-2 | 1-0 | 3-1 | 1-2 | 0-1  |
| Iraklis       | 1-0 | 0-0 | 1-1 | 8-1  | 2-5 | 2-2 | 4-1  | 2-1 | 4-0 |     | 4-0 | 2-0 | 3-1 | 1-0  |
| Othellos      | 1-1 | 2-3 | 1-3 | 4-0  | 1-1 | 3-0 | 2-0  | 2-0 | 4-2 | 0-2 |     | 5-2 | 1-0 | 0-4  |
| Orfeas        | 0-6 | 3-4 | 0-3 | 1-1  | 2-0 | 0-4 | 0-2  | 2-6 | 0-1 | 0-1 | 1-1 |     | 0-1 | 1-2  |
| PAEEK FC      | 2-2 | 2-1 | 2-2 | 15-1 | 0-0 | 2-2 | 2-3  | 1-0 | 3-0 | 1-2 | 1-0 | 2-1 |     | 2-0  |
| SEK           | 1-0 | 0-0 | 2-1 | 8-1  | 1-2 | 3-1 | 1-0  | 4-0 | 2-1 | 6-0 | 4-0 | 4-0 | 4-1 |      |